# Loxophlebia pyrgion
Loxophlebia pyrgion là một loài bướm đêm thuộc phân họ Arctiinae, họ Erebidae.